# أنيبل (أسطورة)
أنيبِل (بالإنجليزية: Anapel)‏ في أساطير الإسكيمو عرفت بلقب «الجدة الصغرى» عند شعب کوریاك في سيبيريا وهي المشرفة على التقمُّص.